# I successi di Giuni Russo
I successi di Giuni Russo è una raccolta della cantante italiana Giuni Russo, pubblicata nel 1989 con etichetta Bubble/Ricordi.
Contiene brani tratti da due precedenti lavori: Giuni del 1986 e Album del 1987.

## Tracce
1. Alghero – 4:06
2. Anima pagana
3. Mango, papaia
4. Alla luna
5. Adrenalina (feat. Rettore) – 3:38
6. I giardini di Eros
7. Occhiali colorati – 4:06
8. I ragazzi del sole
9. Inverno a Sarajevo
10. Venere Ciprea – 3:42
11. Con te – 3:31
12. Sogno d'Oriente – 3:49
13. Glamour – 3:31
14. Il canto dei lillà
15. Ragazzi al luna park – 3:44